# Race the Sun
Pour plus de détails, voir Fiche technique et Distribution.
Race the Sun est un film américain réalisé par Charles T. Kanganis, sorti en 1996. Il est basé sur l'histoire de l'équipe de la Konawaena High School qui finit 18e du World Solar Challenge en 1990 et fut la première équipe d'un lycée à finir la course.

## Synopsis
Un groupe de lycéens de Hawaï est invité par leur nouvelle professeur de sciences à présenter un projet scientifique. Ils construisent une voiture solaire et remportent une compétition locale devant un véhicule sponsorisé par une entreprise. Ils partent alors en Australie pour participer au World Solar Challenge.

## Fiche technique
- Titre québécois : La Compétition
- Réalisation : Charles T. Kanganis
- Scénario : Barry Morrow
- Photographie : David Burr
- Montage : Wendy Greene Bricmont
- Musique : Graeme Revell
- Décors : Owen Paterson
- Société de production : TriStar
- Pays d'origine :  États-Unis
- Langue originale : anglais
- Format : couleur - 1,85:1 - SDDS
- Genre : comédie dramatique
- Durée : 100 minutes
- Dates de sortie :
  -  États-Unis : 22 mars 1996

## Distribution
- Halle Berry (VF : Laurence Dourlens) : Sandra Beecher
- James Belushi (VF : Patrick Floersheim) : Frank Machi
- Bill Hunter : le commissaire de course Hawkes
- Casey Affleck (VF : Emmanuel Garijo) : Daniel Webster
- Eliza Dushku (VF : Anneliese Fromont) : Cindy Johnson
- Kevin Tighe : Jack Fryman
- Anthony Ruivivar (VF : Mark Lesser) : Eduardo Braz
- J. Moki Cho (VF : Yann Le Madic) : Gilbert Tutu
- Dion Basco (VF : Hervé Rey) : Marco Quito
- Sara Tanaka (VF : Sylvie Jacob) : Uni Kakamura
- Nadja Pionilla (VF : Amélie Morin) : Oni Nagano
- Adriane Napualani Uganiza (VF : Michèle Buzynski) : Luana Kanahele
- Steve Zahn (VF : Maurice Decoster) : Hans Kooinan
- Robert Hughes : Judd Potter
- Jeff Truman (VF : Jean-Louis Faure) : Ed Webster
- Joel Edgerton (VF : Laurent Mantel) : Steve Fryman
- Tyler Coppin (VF : Bruno Choël) : Bob Radford
- Marshall Napier (VF : Hervé Jolly) : M. Cronin
- Michael Burgess (VF : Jean-Jacques Nervest) : Guy

 Source et légende : version française (VF) sur RS Doublage

## Accueil
Le film a rapporté 1 945 552 $ au box-office américain.
Il obtient 22 % de critiques positives, avec une note moyenne de 4,8/10 et sur la base de 9 critiques collectées, sur le site Rotten Tomatoes.